# سيف الله داد
سيف الله داد (1955 في المحمرة، إيران- 28 يوليو 2009 في طهران، إيران) كاتب سيناريو ومخرج أفلام إيراني.

## حياته
ولد في مدينة خرمشهر بمحافظة خوزستان جنوب إيران عام 1955، وأنهى دراسته الجامعية في قسم علم الاجتماع بجامعة شيراز وانتمى في الثمانينات لعضوية مجلس دراسة السيناريوهات ومجموعة أفلام القناة التليفزيونية الأولى في الجمهورية الإسلامية الإيرانية، وتولى في الفترة (1955-1997) رئاسة اللجنة الإدارية لدار السينما الإيرانية، وفي الفترة (1997-2000) معاون وزارة الثقافة والإرشاد الإسلامي للشؤون السينمائية.
من أعماله (كاني مانغا) وفيلم (بازمانده) أي:المتبقي، وآخر حضور سينمائي له، كان كتابة سيناريو فيلم (ابن الصباح) الذي أخرجه الفنان بهروز أفخمي.

## روابط خارجية
- سيف الله داد على موقع IMDb (الإنجليزية)
- سيف الله داد على موقع كينوبويسك (الروسية)